# Asklepiodoros (Satrap)
Asklepiodoros († nach 326 v. Chr.), Sohn des Eunikos, war ein Soldat und Statthalter Alexanders des Großen.
Er stammte vermutlich aus Pella, sein Sohn Antipater war ein Page Alexanders. Erstmals wird er im Jahr 331 v. Chr. genannt, als er 500 thrakische Berittene dem Heer Alexanders im ägyptischen Memphis zuführte. Im Spätsommer desselben Jahres wurde Asklepiodoros zum Satrap von Syrien ernannt. Es ist dabei unklar, ob er nur das „obere Syrien“ als Nachfolger eines gewissen „Arimmas“ übernahm, oder auch zugleich das „untere Syrien“ (Koilesyrien) als Nachfolger des Menon, Sohn des Kerdimmas. Im Jahr 329 v. Chr. wurde er aus seinem Amt entsetzt und führte 4.000 Infanteristen und 500 Kavalleristen dem Hauptheer in Zaraspa (Sogdien) zu. Wer ihn als Satrap in Syrien ersetzte, ist unklar, möglicherweise Menes, der schon seit 331 v. Chr. als hyparchos der syrischen Küstenlande amtiert hatte.
Im Frühjahr 327 v. Chr. war Asklepiodoros’ Sohn in der Pagenverschwörung gegen Alexander verwickelt; er wurde gefoltert und hingerichtet. Für Asklepiodoros selbst schien der Fall seines Sohnes keine Konsequenzen zur Folge gehabt zu haben, im Jahr 326 v. Chr. wird er als einer der Trierarchen der Indusflotte genannt.
Danach wird nicht mehr über ihn berichtet. Inwiefern er mit jenem Asklepiodoros identisch gewesen sein könnte, der 316 v. Chr. von Antigonos Monophthalmos zum Satrap der Persis als Nachfolger des Peukestas ernannt wurde, ist nicht festzustellen.